# Marcin Kamieniecki
Marcin Kamieniecki (? - 15 mars 1530), membre de la noble famille polonaise Kamieniecki (pl), castellan de Lviv (1512), voïvode de Podolie (1515), hetman de la Couronne (1520-1528), 

## Biographie
Marcin Kamieniecki est le fils d'Henryk Kamieniecki (pl), castellan de Sanok et de Katarzyna Pieniążkówna.
En 1508, il prend part à la troisième guerre lituano-moscovite (1507-1508), entre le grand-duché de Lituanie, soutenue par la Pologne et la grande-principauté de Moscou. Il est nommé chambellan de Sanok.
En 1509, sous le commandement de son frère Mikołaj Kamieniecki grand hetman de la Couronne, il prend part à la campagne de Moldavie, et participe à la bataille de Khotin. Le 28 avril 1512, il se distingue dans la bataille de Wiśniowiec contre les Tatars. Il reçoit les félicitations du roi Sigimond Ier et est nommé capitaine, chargé de la défense des frontières. En 1516, il repousse plusieurs incursions Tartares, autour de Trembowla, Podhajce et Wiśniowiec. Cette année-là, il construit un château dans le village de Załoźce. Il est également propriétaire de nombreuses villes de la région de Sanok.
Le 2 août 1519, l'armée de la République sous la conduite de grand hetman Constantin Ostrogski, du grand maréchal de la Couronne Stanisław Chodecki et de Marcin Kamieniecki, subi une défaite écrasante à la bataille de Sokal (pl). Le 17 avril 1520, Kamieniecki est nommé hetman de la Couronne et reçoit des biens dans les régions de Lviv et de Podole.
Marcin Kamieniecki décède le 15 mars 1530. Il est inhumé dans la cathédrale du Wawel.

## Mariage et descendance
Il épouse Jadwiga Sienieńska (pl), fille de Piotr Sienieński (pl) qui lui donne pour enfants:
- Barbara (pl) (? - 1569), épouse de Mikołaj Mniszech (pl)
- Elżbieta,
- Jan (pl) (1524-1560).

## Sources
- (pl) Cet article est partiellement ou en totalité issu de l’article de Wikipédia en polonais intitulé « Marcin Kamieniecki » (voir la liste des auteurs).